# Lightning
Lightning je sedmi album slovenskega skladatelja Boruta Kržišnika. Izdan je bil pri britanski založbi Claudio Records (Peacehaven, UK) leta 2013. Sestavlja ga osem skladb, ki problematizira moč človekove volje pri ustvarjanju boljše družbe.

## Seznam skladb
| Borut Kržišnik: Lightning | Borut Kržišnik: Lightning | Borut Kržišnik: Lightning |
| Št.                       | Naslov                    | Dolžina                   |
| ------------------------- | ------------------------- | ------------------------- |
| 1.                        | „Persistence of Flesh‟    | 6:36                      |
| 2.                        | „Invisible Borders‟       | 5:35                      |
| 3.                        | „Breakthrough‟            | 7:39                      |
| 4.                        | „Memory Prism‟            | 7:21                      |
| 5.                        | „Unrest‟                  | 8:22                      |
| 6.                        | „Holy Ignorance‟          | 4:16                      |
| 7.                        | „Rules of Disorder‟       | 6:33                      |
| 8.                        | „Crack in the Sky‟        | 2:27                      |

## Kolofon
Zasedba:
- Borut Kržišnik – virtualni orkester
- Klemen Bračko – violina (uvod v skladbo #7)

Avtorske navedbe:
- Skladatelj in producent: Borut Kržišnik
- Umetniška svetovalka: Aleksandra Rekar
- Posneto in mešano v P.N. studijih, Ljubljana, 2013
- Tonski mojster: Bac Kajuh
- Oblikovanje: TBT design

Založba:
Claudio Records Ltd., BN10 8PU England, © 2013 Claudio Records Ltd., www.claudiorecords.com